# マリーア・ブリニョーレ・サーレ・デ・フェラーリ

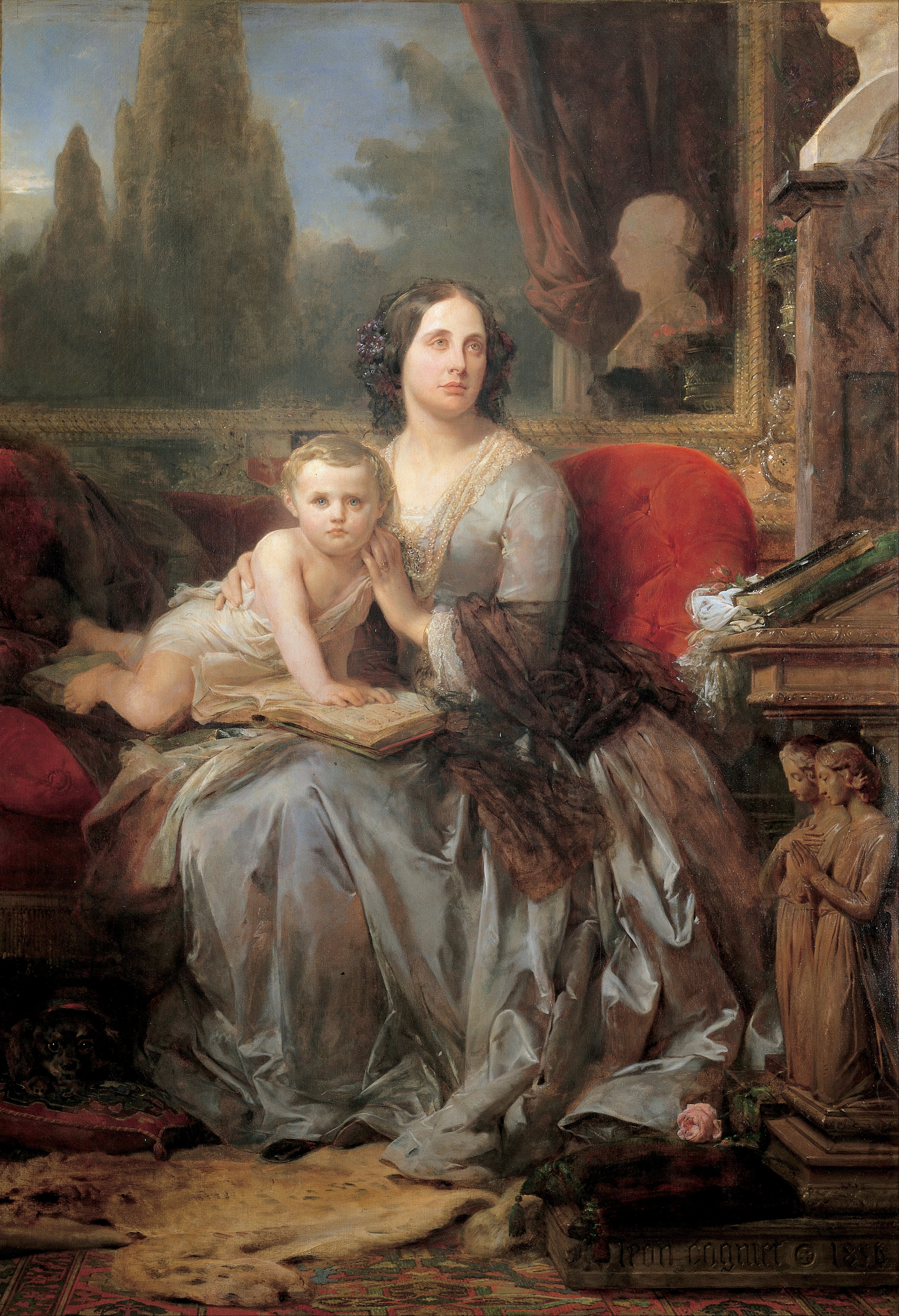
ガッリエーラ公爵夫人とその子息、レオン・コニエ画、1856年

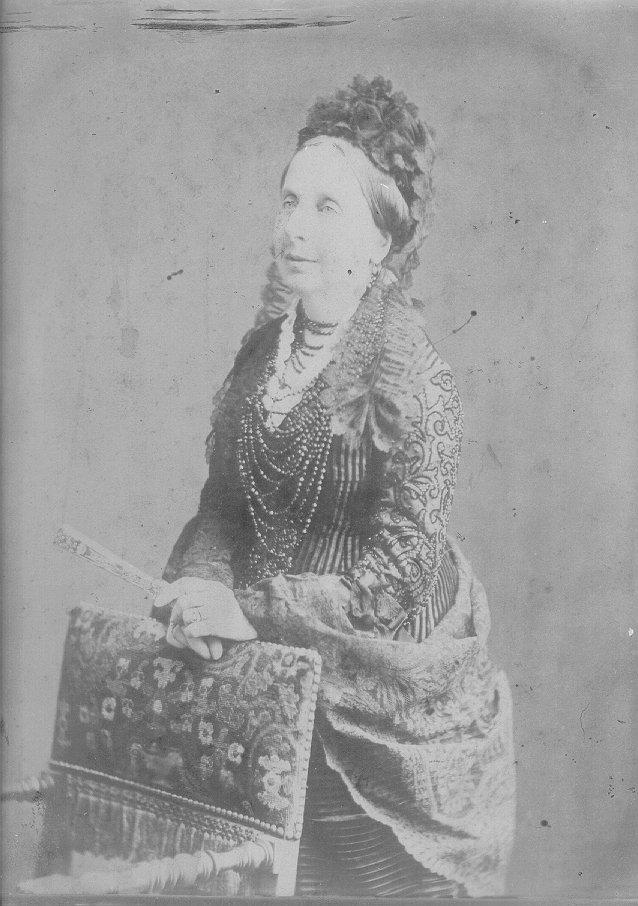
ガリエラ公爵夫人、ナダール撮影

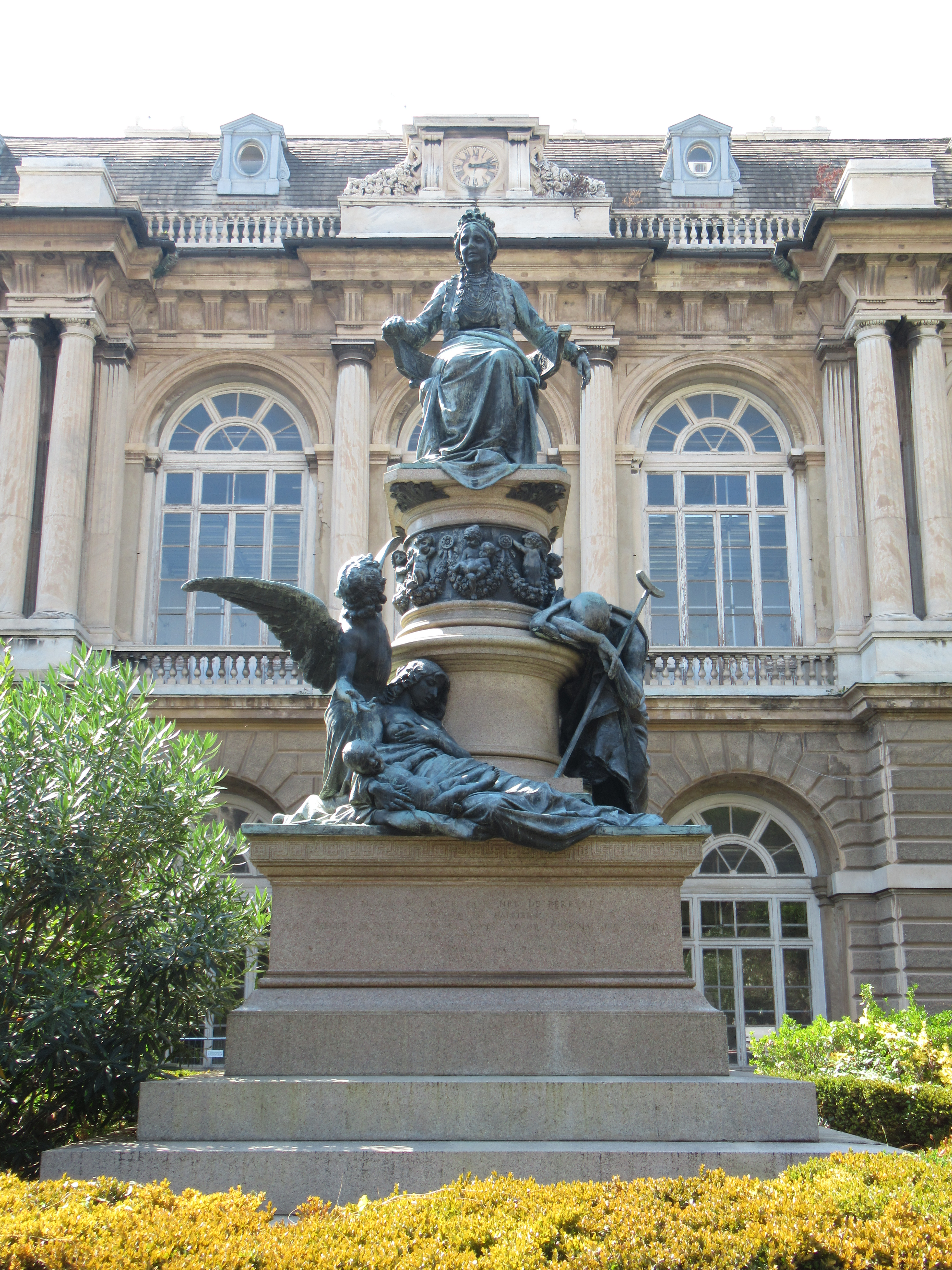
ガリエラ病院中庭に建つ、ガリエラ公爵夫人像、G・モンテヴェルデ作

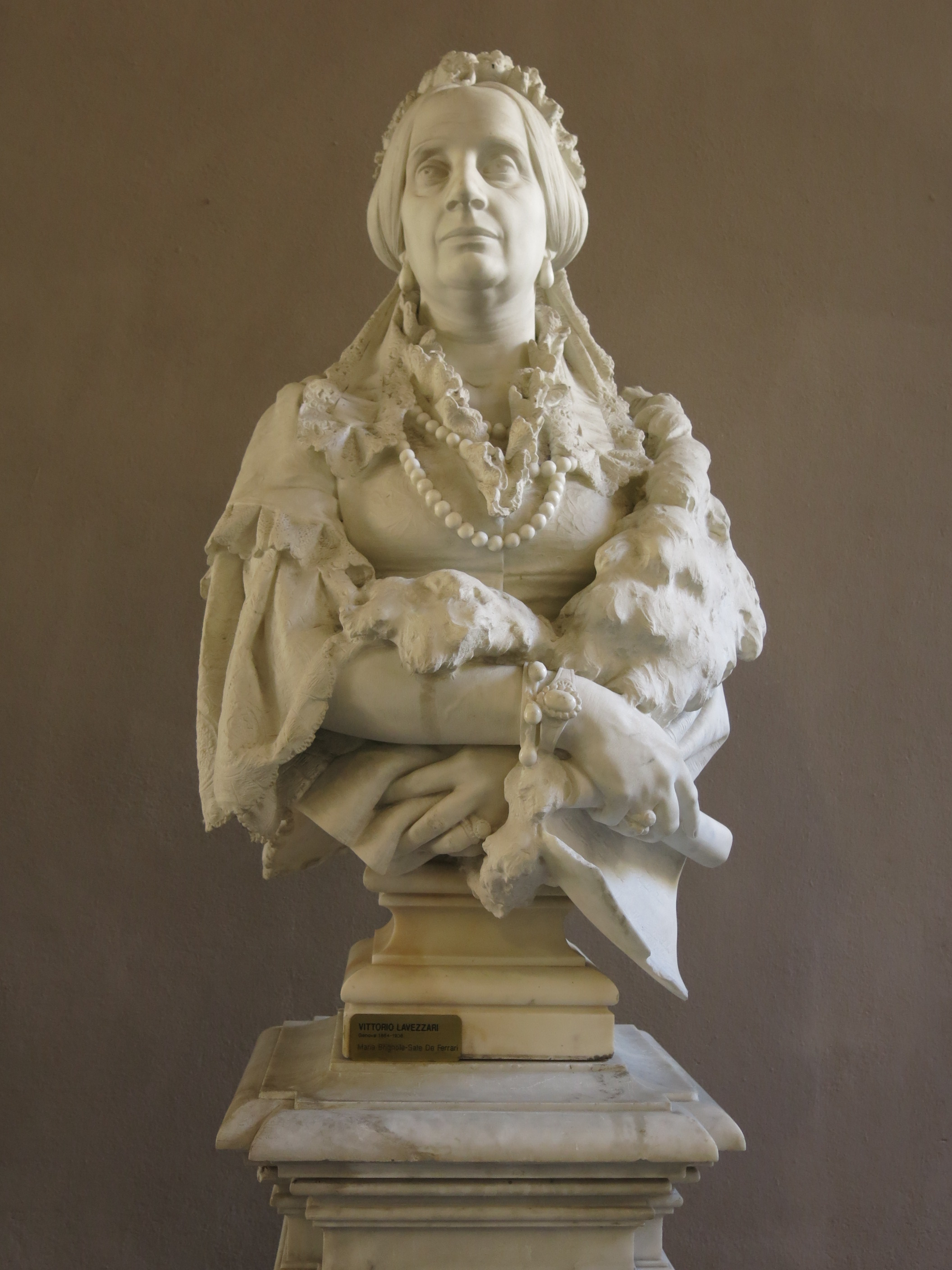
ガリエラ公爵夫人像、V・ラヴェッツァーリ作

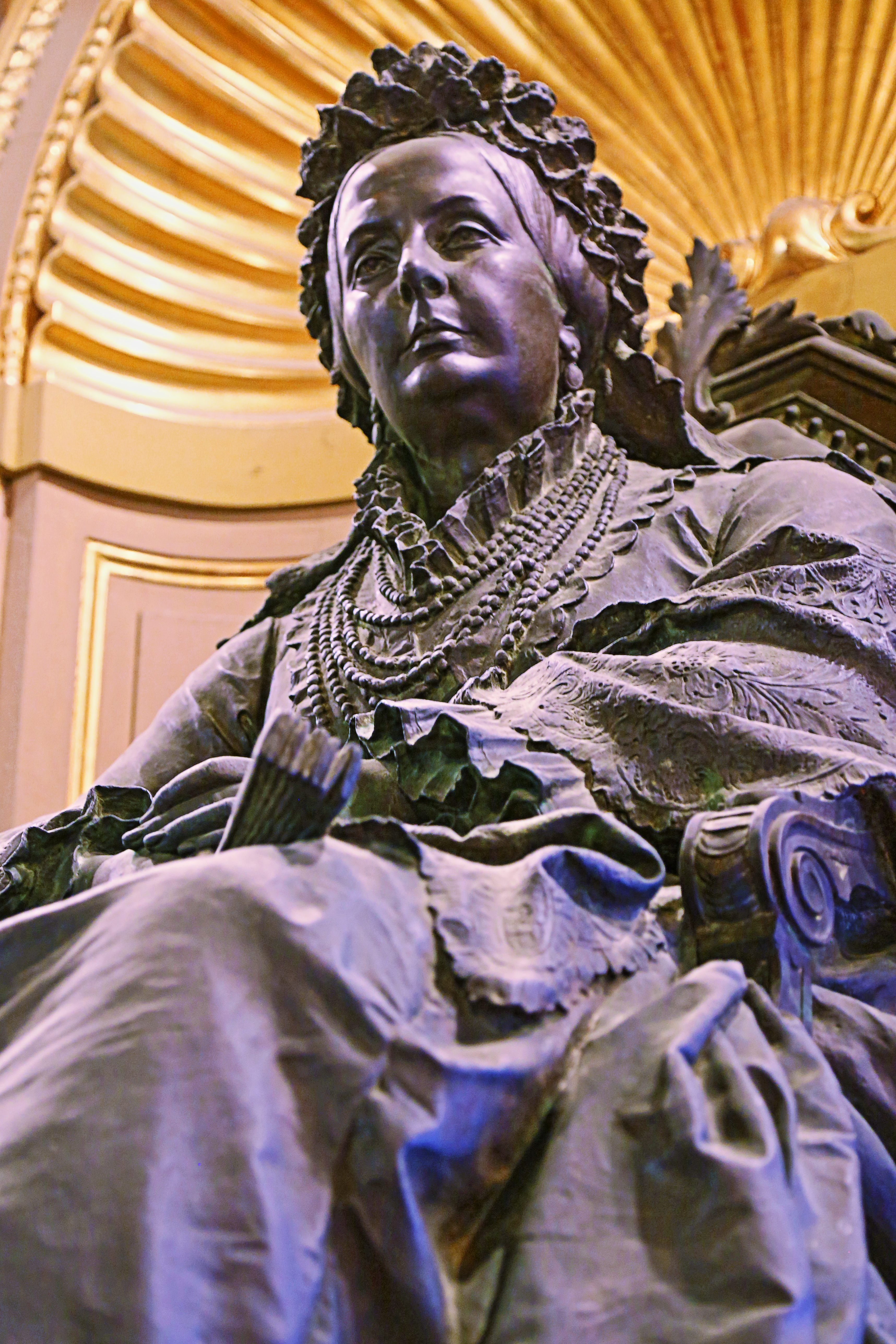
ガリエラ公爵夫人像、G・ベネッティ作

マリーア・ブリニョーレ・サーレ・デ・フェラーリ（Maria Brignole Sale De Ferrari, Duchessa di Galliera, 1811年4月5日 ジェノヴァ - 1888年12月9日 パリ）は、イタリアの貴族女性・慈善家。ガリエラ公爵夫人。

## 生涯

### 出生
イタリア・ジェノヴァ共和国の元首（ドージェ）を何世代にもわたり複数人出していた名門貴族ブリニョーレ家の末裔として、同家所有のパラッツォ・ロッソ（赤の宮殿）に生まれる。第11代グロポリ侯爵アントーニオ・ブリニョーレ・サーレと、その妻のアルテミジア・ネグローネの間の上の娘である。ルイージアという11歳年下の妹がおり、ローディ公爵ロドヴィーコ・メルツィ・デリルに嫁いでいる。父方祖母アンナ・ピエーリ・ブリニョーレ・サーレはフランス皇帝ナポレオンの熱心な崇拝者で、その皇后マリー＝ルイーズに女官として仕えた。祖母の娘（つまり父の妹）の1人は、やはりナポレオンに仕えた高名な外交官エメリッヒ・ヨーゼフ・フォン・ダールベルク公爵に嫁いでいる。
父アントーニオは外交官として、妻と娘を連れて欧州諸国の大都市や宮廷を転々としており、そのおかげで幼い頃から欧州中の王侯貴族や著名人と関わりがあった。両親は熱心なカトリック信者で、娘にも厳格な道徳観を持つよう教えたが、この教育がマリーアが後に私財をなげうって慈善活動に邁進するきっかけを作ったと言える。

### 結婚
1828年、17歳で同じジェノヴァ貴族のラファエーレ・デ・フェラーリ侯爵と結婚。夫の家族もジェノヴァ市街の中心部フェラーリ広場に名を残す名家であった。夫は1838年に教皇よりガリエラ公爵位を、1875年イタリア王によりルチェーディオ公位を授けられ、マリーアはガリエラ公爵夫人として知られるようになった。はじめジェノヴァで結婚生活を送っていた公爵夫妻の日常は、夫の公爵が銃の手入れ中に誤って召使い1名を射殺してしまったせいで一変した。審理の結果、召使いの死は完全な事故死であるとの評決が出されたにもかかわらず、ラファエーレはこの一件にひどく苦悩するようになり、ビジネスに没頭するべく一家でジェノヴァを離れてパリへ越すことにした。
ラファエーレはフランスでの銀行業と草創期の鉄道建設事業に進出して成功を収め、もともとかなり裕福だった自分と妻の財産をさらに巨大なものにした。ラファエーレはパリを嫌っていたが、パリでの社交生活に熱中するようになった妻マリーアに理解を示し、パリに留まった。

### パリ
1848年のフランス革命に伴う7月王政の崩壊と1850年の元国王ルイ・フィリップの死去により、収入を断たれた元王家オルレアン家の人々は破産を危惧して自分たちの資産を売却するようになった。ガリエラ公爵夫妻は1852年、モンパンシエ公爵からオテル・ド・マティニョンを購入し、「オテル・ド・ガリエラ（Hôtel de Galliera）」と改称した。この居館は、マリーアの祖父の従姉妹でモナコ公妃となったマリーア・カテリーナ・ブリニョーレ・サーレがかつて暮らしていた場所でもあった。マリーアはここを「あまりにも快適すぎて、子どもを産もうなどと思わなくなる」と表現するほど気に入った。夫の侯爵もここへブリニョーレ家の収集した美術品や持ち込んで飾り立てた。飾られたのはアンソニー・ヴァン・ダイクやイアサント・リゴーの肖像画などである。
オテル・ド・ガリエラで開かれた贅を尽くしたパーティーや、そこへ出入りした紳士貴顕はパリの耳目を集めた。オルレアン家の旧王族たちにとって頼れる友人であったマリーアは、第二帝政期から第三共和政期にかけてのあいだ、一部の王族たちに邸宅の一角を住居として提供していた。1886年、追放令によりオルレアン家の全員が国外追放されると、これに反発したマリーアはオテル・ド・ガリエラをオーストリア＝ハンガリー帝国政府に駐仏大使館として提供することにした。第一次世界大戦後、オテルはようやく戦時賠償の一環としてフランス政府に接収され、1933年よりフランス首相公邸として使用されるようになった。
公爵夫妻の最初の子供、女児リヴィア（1828年 - 1829年）は1歳の誕生日を迎えることなく天に召され、第二子の男児アンドレーア（1831年 - 1847年）も十代半ばまでしか生きられなかった。第三子のフィリップ（1850年 - 1917年）だけが成育したものの、切手収集にばかり情熱を傾ける奇人だった。そしてマリーアが亡き年長の2人の子に対する愛着を引きずっていたこと、革新的な社会主義思想に理解を示すようになったことなどが原因で、フィリップとの母子関係は緊張したものとなった。フィリップは最終的にオーストリア国籍を取得し、両親の膨大な資産の大部分とすべての爵位の相続権を放棄して、生涯独身を通した。

### 慈善活動
夫のラファエーレは1858年より新生イタリア王国の上院議員を務めていたが、息子フィリップが相続権放棄を早々と決めてしまったことで、相続者のいない自分の豊かな資産を公共事業や慈善につぎ込むようになった。ジェノヴァ港の近代化工事のために2000万リラを拠出したほか、ガッリエーラ（Galliera）、ルチェーディオ（Lucedio）、ジャーノ（Giano）と名付けた波止場をはじめとする、同港湾内の建設事業にも出資を行った。ラファエーレが1876年に死ぬと、未亡人マリーアが夫の事業を引き継いだ。ガリエラ病院、サンタンドレア病院、サン・フィリッポ小児病院の3つの病院は、いずれもジェノヴァ市内のフランシスコ会女子修道院を囲むように建てられた。4番目のサン・ラファエーレ病院は、他の3つから離れたコロンナ地区に建てられた。
1874年、マリーアは父から相続したジェノヴァの自邸パラッツォ・ロッソ（赤の宮殿）をジェノヴァ市に寄贈し、その隣に立つもう一つの邸宅パラッツォ・ビアンコ（白の宮殿）も遺言により死後遺贈することを決めた。2つの宮殿は、ジェノヴァ新市街にある宮殿群のうち、パラッツォ・ドーリア＝トゥルージとともにムーゼイ・ディ・ストラーダ・ヌオーヴァ（新市街博物館）を形成している。マリーアはパリでも自分の家族が保有してきた美術コレクションを収蔵するための宮殿を建設した。しかしフランス政府がマリーアの支持するオルレアン家の旧王族の所有する土地と邸宅をすべて没収すると、マリーアはパリに建てたばかりの宮殿から全美術品を搬出してパラッツォ・ロッソに移し、宮殿自体からも引き払った。このガリエラ宮には現在、パリ市立モード美術館が入っている。
マリーアはまた、パリ南西のムードンに養老院と孤児院を設立し、4700万フランを拠出した。この2施設は現在も運営されている。

### 死と遺産
マリーアは1888年に死去し、遺骸は特別列車でジェノヴァのヴォルトーリ地区にあるマドンナ・デッレ・グラツィエ教会内納骨堂の夫の棺の隣に納められた。同教会は、カプチン・フランシスコ修道会の所有だったものがイタリア王国政府の法令で没収された後で、夫ラファエーレが1864年に政府から買い取り、元の所有者であるカプチン会に返還したものである。ヴォルトーリに建つヴィラ・ブリニョーレ・サーレ・ドゥケッサ・ディ・ガッリエーラは、チャリティーイベントのオペラ上演のために使用されているが、1931年ジェノヴァ市議会が使用し、一部を所有している。
存命の息子フィリップが爵位・称号などの相続を放棄したため、ガリエラ公爵位はオルレアン家の王子の1人で、マリーアの夭折した年長の息子アンドレーアと幼馴染みの間柄だったモンパンシエ公爵に譲渡され、スペインに住む公爵の子孫が現在も保有している。マリーアが父から相続していた（が称していなかった）グロポリ侯爵位については、従姉妹の息子にあたるイギリス人のジョン・ダルバーグ＝アクトン（アクトン卿）が継承した。

## 引用・脚注
1. ↑  (イタリア語) Luca Ponte, Le genovesi, Fratelli Frilli Editori, Genova 2008
2. ↑  “Luigia Brignole Sale” (イタリア語). 2024年9月21日閲覧。